# Пилютов, Пётр Андреевич
Пётр Андреевич Пилютов (23 декабря 1906, Лучин, Могилёвская губерния — 24 марта 1960, Ленинград) — лётчик-ас, гвардии полковник. Участник Великой Отечественной войны, Герой Советского Союза, одержавший 23 воздушных победы.

## Биография
Родился в деревне Лучин ныне Рогачевского района Гомельской области в семье крестьянина. Русский. Окончил неполную среднюю школу. С 1924 года — рабочий металлургического завода в городе Аша Челябинской области.
В РККА с 1928 года. Окончил 1-ю военную школу авиационных техников им К.Е. Ворошилова в 1932 году, Качинскую военную школу лётчиков в 1935 году. В 1934 году участвовал в спасении челюскинцев, в должности механика у знаменитого лётчика Каманина, с которым неоднократно садился на лёд Чукотского моря. В 1938 году участвовал в боях у озера Хасан, в советско-финской войне 1939—1940 годов. Член КПСС с 1939 года.

### Великая Отечественная война
На фронтах Великой Отечественной войны с июня 1941 года. Заместитель командира 154-го истребительного авиационного полка (275-я истребительная авиационная Пушкинская Краснознамённая дивизия, 13-я воздушная армия, Ленинградский фронт).
17 декабря 1941 года над Ладожским озером при одиночном полёте с целью прикрытия транспортных самолётов из блокадного Ленинграда капитан Пилютов столкнулся с 6 истребителями противника (один И-15 (по другим данным — И-16 или P-40 «Киттихаук») против шестерых Хейнкель 113 (по другим данным — 6 самолётов Bf 109)). В неравном воздушном бою он сбил 2 вражеских самолёта и, несмотря на ранения, сумел посадить свой подбитый самолёт. К этому времени совершил 170 боевых вылетов. Врачи, оперировавшие лётчика, насчитали на его теле 21 рану.
Через некоторое время он вновь вступил в строй и в одном из первых же боев в январе 1942 года сбил своего прежнего обидчика — германского аса — немецкого лётчика, командира 1-й эскадрильи 54-й истребительной эскадры гауптмана Франца Экерле (по другим данным 14 февраля 1942 года Экерле был сбит командиром 5 аэ 5-го иап Дмитрием Лаврентьевичем Петрухиным). В воздушных боях лично сбил 6 и в составе группы 4 самолёта противника.
Указом Президиума Верховного Совета СССР от 10 февраля 1943 года за образцовое выполнение боевых заданий командования и проявленные при этом геройство и мужество подполковнику Пилютову Петру Андреевичу присвоено звание Героя Советского Союза с вручением ордена Ленина и медали «Золотая Звезда» (№ 885).
Гвардии подполковник Пилютов Петр Андреевич 28 мая 1943 года назначен командиром 29-го гвардейского истребительного авиационного полка.
К 9 мая 1945 года гвардии подполковник П. А. Пилютов совершил 344 боевых вылета, провёл 74 воздушных боя, сбил 14 самолётов противника лично и 1 в составе группы (по подтвержденным данным) (согласно лётной книжке Героя, побед у него было больше — 17 личных и 6 групповых).
Участвовал в Параде Победы в Москве на Красной площади 24 июня 1945 года.
Дочь — Тамара Петровна Пилютова.

### После войны
Продолжал службу в авиации. С 1955 года полковник Пилютов — в запасе. Жил и работал в Ленинграде, занимался воспитанием подрастающего поколения (участвовал в школьных собраниях, обучении НВП и т. д.).
Умер 24 марта 1960 года. Похоронен на Коммунистической площадке Александро-Невской Лавры (ныне Казачье кладбище).

## Память
- В городе Аша имя Пилютова носит парк, в котором в 2019 году установлен памятник.
- В Санкт-Петербурге имя носит улица в Красносельском районе, на улице установлены две аннотационные доски: на торце дома на пересечении с проспектом Ветеранов[7] и на здании школы № 242[8].
- В школе № 242 города Санкт-Петербурга действует школьный музей Героя Советского Союза Петра Андреевича Пилютова и его боевых друзей[9].
- В городе Рогачёв (Беларусь) имя носит улица из улиц.
- В деревне Лучин Рогачёвского района Гомельской области в 2021 году установлена мемориальная доска на здании школы.

## Награды
- Медаль «Золотая Звезда» — № 885.
- Четыре ордена Ленина.
- Четыре ордена Красного Знамени.
- Орден Отечественной войны I степени.
- Орден Отечественной войны II степени.
- Два Ордена Красной Звезды.
- Золотой Крест за заслуги перед Британской империей.
- Медаль «За оборону Ленинграда».
- Медаль «За Победу над Германией в Великой Отечественной войне 1941—1945 гг.».